# DNS欺骗
DNS欺骗，也被称为DNS缓存中毒，是一种计算机黑客攻擊形式，黑客將錯誤的域名系统数据引入DNS解析器的缓存，导致名称服务器返回一个不正确的结果记录，例如IP地址。这导致用戶會瀏覽和來到攻击者的计算机（或任何其他计算机）。